# Tlephusa cincinna
Tlephusa cincinna är en tvåvingeart som först beskrevs av Camillo Rondani 1859.  Tlephusa cincinna ingår i släktet Tlephusa och familjen parasitflugor. Arten är reproducerande i Sverige. Inga underarter finns listade i Catalogue of Life.